# Pseudovalvulineria
Pseudovalvulineria es un género de foraminífero bentónico, normalmente considerado un subgénero de Anomalina, es decir Anomalina (Pseudovalvulineria), pero aceptado como sinónimo posterior de Gavelinella de la Familia Gavelinellidae, de la Superfamilia Chilostomelloidea, del Suborden Rotaliina y del Orden Rotaliida. Su especie-tipo era Rosalina lorneiana. Su rango cronoestratigráfico abarca desde el Campaniense (Cretácico superior) hasta el Thanetiense (Paleoceno superior).

## Discusión
Como subgénero Anomalina, Pseudovalvulineria fue incluido en la Familia Alfredinidae y de la Superfamilia Asterigerinoidea. También fue incluido en la Familia Anomalinidae, pero esta es actualmente considerada como inválida y sustituida por la Familia Alfredinidae.

## Clasificación
Pseudovalvulineria incluye a las siguientes especies:
- Pseudovalvulineria avnimelechi †, también considerado como Lepidocyclina (Pseudovalvulineria) avnimelechi y aceptado como Angulogavelinella avnimelechi †
- Pseudovalvulineria beccariiformis †, también considerado como Lepidocyclina (Pseudovalvulineria) beccariiformis
- Pseudovalvulineria berthelini †, también considerado como Lepidocyclina (Pseudovalvulineria) berthelini y aceptado como Berthelina berthelini
  - Pseudovalvulineria berthelini ovalis †, también considerado como Lepidocyclina (Pseudovalvulineria) berthelini ovalis
- Pseudovalvulineria clementina †, también considerado como Lepidocyclina (Pseudovalvulineria) clementina
- Pseudovalvulineria infrasantonica †, también considerado como Lepidocyclina (Pseudovalvulineria) infrasantonica
- Pseudovalvulineria kelleri †, también considerado como Lepidocyclina (Pseudovalvulineria) kelleri
  - Pseudovalvulineria kelleri dorsoconvexa †, también considerado como Lepidocyclina (Pseudovalvulineria) kelleri dorsoconvexa
- Pseudovalvulineria midwayensis †, también considerado como Lepidocyclina (Pseudovalvulineria) midwayensis
  - Pseudovalvulineria midwayensis var. compressa †, también considerado como Lepidocyclina (Pseudovalvulineria) midwayensis var. compressa
- Pseudovalvulineria lorneiana †, también considerado como Lepidocyclina (Pseudovalvulineria) lorneiana † y aceptado como Gavelinella lorneiana †
- Pseudovalvulineria monterelensis †, también considerado como Lepidocyclina (Pseudovalvulineria) monterelensis † y aceptado como Gavelinella monterelensis †
- Pseudovalvulineria nana †, también considerado como Lepidocyclina (Pseudovalvulineria) nana †
- Pseudovalvulineria pilleus †, también considerado como Lepidocyclina (Pseudovalvulineria) pilleus
- Pseudovalvulineria pozaryskii †, también considerado como Lepidocyclina (Pseudovalvulineria) pozaryskii
- Pseudovalvulineria santonica †, también considerado como Lepidocyclina (Pseudovalvulineria) santonica
- Pseudovalvulineria sergipana †, también considerado como Lepidocyclina (Pseudovalvulineria) sergipana
- Pseudovalvulineria sibirica †, también considerado como Lepidocyclina (Pseudovalvulineria) sibirica y aceptado como Berthelina sibirica
- Pseudovalvulineria thalmanniformis †, también considerado como Lepidocyclina (Pseudovalvulineria) thalmanniformis y aceptado como Berthelina thalmanniformis
- Pseudovalvulineria trochoidea †, también considerado como Lepidocyclina (Pseudovalvulineria) trochoidea
- Pseudovalvulineria vombensis †, también considerado como Lepidocyclina (Pseudovalvulineria) vombensis y aceptado como Gavelinella vombensis